# Safari (webböngésző)
A Safari egy webböngésző, melyet az Apple Inc. fejleszt a OS X és iOS operációs rendszeréhez. Első kiadása egy nyilvános béta volt 2003. január 7-én. Ez az alapértelmezett böngésző a Mac OS X 10.3 Panther és a későbbi Mac OS X változatokban. A Safari iOS-en szintén natív böngésző.
A Safari Microsoft Windows operációs rendszerre írt első kiadása 2007. június 11-én jelent meg, és támogatta a Windows XP Service Pack 2 vagy újabb Windows változatokat, de ez már megszűnt. A 2012. május 9-én megjelent Safari 5.1.7 volt az utolsó Windows operációs rendszerre készült változat.

## Története
1997-ig az Macintosh számítógépek Netscape Navigator böngészőt használtak. Ezt követően az Internet Explorer lett az alapértelmezett böngésző. 2003 júniusában a Microsoft bejelentette, hogy felhagy az Internet Explorer for Macintosh fejlesztésével. A Mac OS X 10.3. még tartalmazta az Internet Explorert, a Microsoft honlapjáról  azonban 2006. január 31-étől már nem tölthető le a Mac-változat.
A Safari következő, 2.0-s verziója, melyet a Mac OS X 10.4 tartalmazott, már rendelkezett RSS és Atom hírcsatorna olvasóval. További sajátosságai a privát böngészés (nem jegyzi fel a látogatott weboldalakat), képes archiválni és e-mail weboldalakat használni, beépített PDF-megjelenítővel rendelkezik, valamint képes a könyvjelzőkben keresni.
A Safari megjelenésében a OS X-be illeszkedik, kiaknázza az Apple „brushed metal” felhasználói interfészét, a könyvjelző sémája hasonlít az iTunes jukebox szoftveréhez, ezenkívül integrálták a QuickTime multimédia technológiáját. További vonása még a füles böngészés, mely hasonló a Mozilla Firefoxnál található megoldáshoz. Egy Google keresődoboz is az alapvető komponensei közé tartozik, mint egy automatikus szoftver-szolgáltatás, mely kiaknázza a Web lehetőségeit.
A kód, amely a weblapok megjelenítésért felel, a Konqueror nyílt forrású webböngésző KHTML motorjának egy átiratára, a WebKitre épül. Ebből következik, hogy a Safari belső HTML motorja is szabad szoftver, és a GPL licence érvényes rá. Az Apple által végzett KHTML-javításokat visszaolvasztják a Konqueror projektbe. Az Apple is ad ki további, járulékos kódokat (WebCore) nyilt forrású BSD licences 2. záradékkal. A webböngésző további forráskódja, beleértve a külső megjelenést, már nem nyílt.
Az Apple 2007. június 11-én bejelentette, hogy a Safari következő verziója elérhető lesz Microsoft Windows operációs rendszerre is.
A Webkit2-t 2010. április 8-án jelentették be. A WebKit2-t a kezdetektől osztott folyamatosként tervezték, ahol a webes tartalmak (JavaScript, HTML, az elrendezés stb.) külön processzben futnak. Ez a modell hasonló a Google Chrome által használthoz, azzal a különbséggel, hogy itt a keretrendszerbe építették be az osztottprocessz-modellt, így más kliensek is használhatják. Jelenleg a WebKit2 Mac és Windows alá érhető el.

## Funkciók

### Sebesség
A Safari sebessége a Sunspider, a Celtic Cane és a V8 tesztprogramok szerint a második legjobb, szorosan a Google Chrome nyomában, öt elterjedt böngésző legfrissebb elérhető verziója közül (2009. március 20.).

### Szabványok támogatása
A Safari a legtöbb jelenlegi internetes szabványt támogatja, mint például a HTML5, CSS3, JavaScript, RSS, Atom.
A HTML5 teszt weboldalán az Safari 7 397/555 pontot ér el.
A HTML5 teszt weboldalán az Safari 8 Beta 429/555 pontot ér el.

## Legújabb verziók
A Safari Mac Mac OS-en és iOS-en érhető el, az alábbi verziókban. Korábban Windows-on is elérhető volt, de utóbbi  meg lett szüntetve.
| Jelölések      | Jelölések  |
| -------------- | ---------- |
| Nem támogatott | Támogatott |

| Operációs rendszer | Operációs rendszer | Legújabb verzió               | Támogatás |
| ------------------ | ------------------ | ----------------------------- | --------- |
| Mac OS X           | 10.2 Jaguar        | 1.0.3 (2004. augusztus 13.)   | 2003–2005 |
| Mac OS X           | 10.3 Panther       | 1.3.2 (2006. január 11.)      | 2003–2007 |
| Mac OS X           | 10.4 Tiger         | 4.1.3 (2010. november 18.)    | 2005–2010 |
| Mac OS X           | 10.5 Leopard       | 5.0.6 (2011. július 20.)      | 2007–2011 |
| Mac OS X           | 10.6 Snow Leopard  | 5.1.10 (2013. szeptember 12.) | 2009 óta  |
| Mac OS X           | 10.7 Lion          | 6.1.1 (2013. december 16.)    | 2011 óta  |
| Mac OS X           | 10.8 Mountain Lion | 2012 óta                      |           |
| Mac OS X           | 10.9 Mavericks     | 7.0.1 (2013. december 16.)    | 2013 óta  |
| Windows            | 2000               | 3.0.3 Beta (2007. július 31.) | 2007      |
| Windows            | XP                 | 5.1.7 (2012. május 9.)        | 2007–2012 |
| Windows            | Vista              |                               | 2007–2012 |
| Windows            | 7                  | 2009–2012                     |           |
| Windows            | 8                  | 2012                          |           |

## Verziótörténet
| Szín  | Jelentés                    |
| ----- | --------------------------- |
| Vörös | Régi kiadás                 |
| Zöld  | Jelenlegi stabil kiadás     |
| Kék   | Jelenlegi bétakiadás        |
| Lila  | Jelenlegi fejlesztői kiadás |

| Verziótörténet | Verziótörténet  | Verziótörténet        | Verziótörténet          | Verziótörténet      | Verziótörténet |
| Főváltozat     | Alváltozat      | WebKit motor verziója | Operációs rendszer      | Kiadás dátuma       | Újítások |
| -------------- | --------------- | --------------------- | ----------------------- | ------------------- | --- |
| 1              | 0.8 Public Beta | 48                    |                         | 2003. január 7.     | Első kiadás (Macworld-konferencia San Francisco) |
| 1              | 0.9 Public Beta | 73                    |                         | 2003. április 14.   | N/A |
| 1              | 1.0             | 85                    |                         | 2003. június 23.    | Mac OS X 10.2 (Jaguar)-hoz és a 10.3 (Panther)-hez. |
| 1              | 1.1             | 100                   | Mac OS X 10.3 Panther   | 2003. október 24.   | Mac OS X 10.3 Panther-be integrálva. |
| 1              | 1.2             | 125                   |                         | 2004. február       | letöltésvezérlő, hibajavítások, működésbeli javítások |
| 1              | 1.2.1           | 125.1                 |                         | 2004. március       | N/A |
| 1              | 1.2.2           | 125.7                 |                         | 2004. május         | N/A |
| 1              | 1.2.2           | 125.8                 |                         | 2004. június        | N/A |
| 1              | 1.3             | 312                   |                         | 2005. április 15.   | Mac OS X 10.3.9 részeként jelent meg |
| 2              | 2.0             | 412                   | Mac OS X 10.4 Tiger     | 2005. április 29.   | Max OS X 10.4-gyel jelent meg |
| 3              | 3.0 Public Beta | 522.11                |                         | 2007. június 11.    | Mac OS X és Microsoft Windows XP/Vista operációs rendszerekhez |
| 3              | 3.2.1           | 525.27                |                         | 2008. november 24.  | N/A |
| 3              | 3.2.2           | 525.28.1              |                         | 2008. február 12.   | N/A |
| 3              | 3.2.3           | 525.29.1              |                         | 2008. május 12.     | N/A |
| 4              | 4.0             | 526.12.2              |                         | 2008. június 11.    | N/A |
| 4              | 4.0             | 528.1.1               |                         | 2008. augusztus 22. | N/A |
| 4              | 4.0             | 528.16                |                         | 2009. május 12.     | N/A |
| 4              | 4.0             | 530.17                |                         | 2009. június 8.     | N/A |
| 4              | 4.0.2           | 530.19.1              |                         | 2009. július 8.     | N/A |
| 5              | 5.0             | 533.16                |                         | 2010. június 7.     | Safari Reader, 30%-os Javascript-gyorsulás a 4.0-hoz képest, Safari Extensions |
| 6              | 6.0             | 536.25                | OS X 10.8 Mountain Lion | 2012. július 25.    | A Safari böngészőben keresőmotorként beállítható a kínai Baidu, valamint támogatja a QQ azonnali üzenetküldőt. Eredetileg 5.2 verziószámmal adták ki. Az Apple azonban később átnevezte 6.0 verziószámra, amit a 2012-es Apple Worldwide Developers Conference-en (AWDC) jelentettek be. Az OS X 10.8 Mountain Lion operációs rendszer integráns része lett, így annak 2012. július 25-i megjelenését követően a továbbiakban önállóan nem tölthető le sem az Apple honlapjáról, sem más forrásból. Az OS X 10.7 Lion felhasználói szoftverfrissítéssel juthatnak hozzá a 6-os verzióhoz. A Safari 6 sem a Mac OS X 10.7-est megelőző verziókhoz, sem windowsos változatban nem érhető el. |
| 7              | 7.0             |                       | OS X 10.9 Mavericks     | 2013.               | |
| 8              | 8.0             |                       | OS X 10.10 Yosemite     | 2014.               | Még nem jelent meg, de az OS X 10.10 Yosemite-ban megtalálható lesz. |
| Főváltozat     | Alváltozat      | WebKit motor verziója | Operációs rendszer      | Kiadás dátuma       | Újítások |

Megjegyzések:
- A korábbi fejlesztői változatok nem szerepelnek a táblázatban, csak mindig az aktuálisak.